# Europejska Nagroda Muzyczna MTV dla najlepszego szwedzkiego wykonawcy
Europejska Nagroda Muzyczna MTV dla najlepszego szwedzkiego wykonawcy – nagroda przyznawana przez redakcję MTV Szwecja podczas corocznego rozdania MTV Europe Music Awards. Nagrodę dla najlepszego szwedzkiego wykonawcy po raz pierwszy przyznano w 2005 roku. W latach 1998–2004 szwedzcy artyści nominowani byli w kategorii dla najlepszego nordyckiego wykonawcy. O zwycięstwie decydują widzowie za pomocą głosowania internetowego i telefonicznego (smsowego).

## Laureaci oraz nominowani do nagrody MTV
| Rok  | Laureat             | Nominowani                                                              |
| ---- | ------------------- | ----------------------------------------------------------------------- |
| 2005 | Moneybrother        | - The Hellacopters - Kent - Timbuktu - Christian Walz                   |
| 2006 | Snook               | - The Knife - Lisa Miskovsky - Peter, Bjorn & John - The Sounds         |
| 2007 | Neverstore          | - The Ark - Laakso - Timo Räisänen - Those Dancing Days                 |
| 2008 | Neverstore          | - Kleerup - Lazee - Veronica Maggio - Adam Tensta                       |
| 2009 | Agnes               | - Adiam Dymott - Darin - Mando Diao - Promoe                            |
| 2010 | Swedish House Mafia | - Kent - Lazee - Miike Snow - Robyn                                     |
| 2011 | Swedish House Mafia | - Eric Amarillo - Mohombi - Robyn - Veronica Maggio                     |
| 2012 | Loreen              | - Alina Devecerski - Avicii - Laleh - Panetoz                           |
| 2013 | Avicii              | - Icona Pop - John de Sohn - Medina - Sebastian Ingrosso                |
| 2014 | The Fooo            | - Icona Pop - Avicii - Tove Lo - Anton Ewald                            |
| 2015 | The Fooo Conspiracy | - Alesso - Avicii - Tove Lo - Zara Larsson                              |
| 2016 | The Fooo Conspiracy | - Galantis - Laleh - Tove Lo - Zara Larsson                             |
| 2017 | Zara Larsson        | - Axwell Λ Ingrosso - Galantis - Tove Lo - Vigiland                     |
| 2018 | Avicii              | - Axwell Λ Ingrosso - Benjamin Ingrosso - Felix Sandman - First Aid Kit |
| 2019 | Avicii              | - Jireel - Zara Larsson - Molly Sandén - Robyn                          |